# Machadorythus
Machadorythus is een geslacht van haften (Ephemeroptera) uit de familie Machadorythidae.

## Soorten
Het geslacht Machadorythus omvat de volgende soorten:
- Machadorythus maculatus